# Любинскас, Альгимантас Ионович
Альги́мантас Ио́нович Люби́нскас (лит. Algimantas Liubinskas; 4 ноября 1951, Кибартай, Литовская ССР, СССР) — советский футболист, выступал на позиции защитника в «Жальгирисе». После завершения карьеры стал тренером. Мастер спорта СССР, заслуженный тренер Литовской ССР.

## Карьера

### Клубная
С 1973 по 1974 год Альгимантас выступал за «Жальгирис» во второй лиге. В первом сезоне сыграл 31 матч. Во втором на поле не выходил.

### Тренерская
В мае 1983 года Любинскас сменил на посту главного тренера «Жальгириса» Беньяминаса Зелькявичюса, став самым молодым тренером команды высшей лиги СССР. Клуб впервые за 21 год вернулся в высшую лигу и в первом сезоне занял 5 место. В апреле 1985 года Альгимантаса уволили и вместо него вновь назначили Зелькявичюса. В 1988 году возглавлял команду Бангладеш «Абахани» Дакка. C 1991 по 1995 год руководил сборной Литвы. После этого до 1998 года тренировал литовские клубы «Кареда» и «Панерис». С «Каредой» он впервые стал чемпионом страны в сезоне 1996/97. В 1998 был главным тренером «Ягеллонии». С 2002 по 2003 год работал с молодёжной сборной Литвы, а затем до 2008 года вновь тренировал первую сборную. С ней в 2005 выиграл Балтийский Кубок.
Летом 2008 подал в отставку в связи с желанием сосредоточиться на своей политической карьере в партии «Порядок и справедливость» в преддверии парламентских выборов.
В 2010 году работал во «Львове», с 2011 года является главным тренером казахстанского клуба «Кайсар».